# カレーの王女さま
『カレーの王女さま』（カレーのおうじょさま）は、仏さんじょによる日本の4コマ漫画作品。芳文社の『まんがタイムきららMAX』にて2011年6月号から2013年7月号にかけて連載された。

## あらすじ
サンバール王国の第2王女・ヴィッキーは匂いにつられてカレー店「カレー王国」に立ち寄る。そこで食したカレーに感動したヴィッキーはカレー留学先として認定する。彼女の目的は日本のカレーを学び、広めることで自国の食事を全て日本式のカレーにすることだった。更にカレー部を立ち上げて部員たちとカレー三昧の日々を送ることになる。

## 登場人物
ヴィクトリア・ノートン
通称ヴィッキー。サンバール王国の第2王女で、日本のカレーを学ぶため留学してきた。中学1年生。金髪のロングヘアーで頭に王冠を載せており、またかなりの巨乳。カレー分が足りなくなったり、カレーを軽蔑または冒涜する行動・発言があると白目をむいてキレることがある。日本語が完全でないこともあり、中間考査テストで総合点数0点を記録するなど学業は壊滅的。
篠宮つかさ（しのみや つかさ）
カレー部の部長で中学1年生。家はカレー店「カレー王国」を経営している。胸が小さいことを気にしている素振りがある。ヴィッキーからはトゥギャザー師匠と呼ばれている。
林梅子（はやし うめこ）
カレー部部員で中学1年生。つかさとは幼なじみで家は寿司屋を営んでいる。辛い物が苦手。スタイルの良さを自負しているが何かとヴィッキーの引き立て役に回されることが多い。
平広美（たいら ひろみ）
カレー部部員で中学1年生。常にヘッドフォンを着用しているメガネっ娘。部内で唯一の常識人で大人しい性格もあり何かと他の部員に振り回されがちだが、カレーに対する知識はかなり豊富であり、高揚して暴走することも。存在感のないキャラを目指しているがテストで全教科満点でトップになってしまい、目立ってしまったことを気にしている。
メリッサ
ヴィッキーのお付きのメイド。なぜか日本のカレー事情にかなり詳しいが、たびたび嘘情報を流してヴィッキーたちを困惑させる。ピンチになると何かと権力を発動させて回避する。日本の自動車運転免許を所持。

## その他
カレー部
「毎日カレーを食べるだけ」を目的につかさたちが設立した部活。一度は学校側から部活申請を却下されそうになったが権力により認可された。活動内容はカレー店の食べ歩き、カレー饅頭・カレースナックなどのカレー関連製品の探索など。
サンバール王国
南アジアにある小国。
カレー王国
つかさの家のカレー店。ヴィッキーのカレー留学先であり、ヴィッキーとメリッサの居候先でもある。つかさの父親が経営しておりつかさもたびたび店を手伝っている。自慢のカレーは秘伝とされている。
カレーパン仮面
名前の通りカレーパンを仮面にした特撮ヒーロー。悪の将軍「ハヤシ将軍」と対峙する。必殺技はカレーを相手に吹きつける「カレーブレス」だが、カレーを冒涜する行為としてヴィッキーの怒りを買い、権力によりカレー冒涜罪で逮捕されてしまった。またコンビニのカレーフェアとタイアップ企画の時には金メッキ仕様のフィギュアが制作された。

## 単行本
1. 第1巻（2012年6月27日発売、2012年7月12日発行）ISBN 978-4-8322-4165-7
2. 第2巻（2013年6月27日発売、2013年7月12日発行）ISBN 978-4-8322-4315-6